# Пант, Сумитранандан
Сумитранандан Пант (20 мая 1900 — 28 декабря 1977) — один из наиболее известных индийских поэтов XX века. Писал на хинди. Творчество поэта развивалось под влиянием Р. Тагора и западноевропейских романтиков (Шелли, Байрона, Китса), позднее заметное влияние оказал Ауробиндо Гхош. Пант является мастером пейзажной лирики. Поэзия Панта переведена на многие индийские и европейские языки. Лауреат премии имени Джавахарлала Неру.

## Сочинения
- Сборник «Бутоны» (1928)
- Сборник «Пение пчёл» (1932)
- Сборник «Конец эпохи» (1936)
- Сборник «Голос эпохи» (1939)
- Сборник «Золотые лучи» (1947)

## Сочинения в русском переводе
- Стихи // Иностранная литература. — М., 1956. — № 11. — С. 7-9.
- Избранные стихи. — М., 1959.
- Гималайская тетрадь. — М., 1965.
- Стихи // Праздник огней. Современная поэзия хинди. — М.: Прогресс, 1973. — С. 93-102.